# 1996年夏季残疾人奥林匹克运动会安哥拉代表团
1996年夏季残疾人奥林匹克运动会安哥拉代表团是安哥拉派出的1996年夏季残疾人奥林匹克运动会代表团。未获得奖牌。